# Вельт (мера жидкостей)
Вельт или Вельта — старинная винно-водочная мера в некоторых краях Франции и Нидерландов.

## Во Франции
- в Бордо 32 вельты вина или 27 вельт коньяка составляли бочку;
- в Монпелье, где водка продавалась на вес, вельт считался в 20,5 тамошних фунтов;
- в Париже вельт обычно назывался сетьером;
- в Рошели вельт коньяка был немногим больше российского полуведра.

## В Нидерландах
Конкретно в Амстердаме, вельт имел 3 штофа и содержал 6 кружек без чарки по российской мере.